# Veliki debeli lažljivac
Veliki debeli lažljivac je američka komedija iz 2002. Redatelj je bio Shawn Levy, a producenti Brian Robbins i Dan Schneider. Glavni glumci su Frankie Muniz, Paul Giamatti, Amanda Bynes i Amanda Detmer.

## Uloge
- Frankie Muniz, Jason Shepherd
- Paul Giamatti, Marty Wolf
- Amanda Bynes, Kaylee
- Amanda Detmer, Monty
- Alex Breckenridge, Janie Shepherd
- Rebecca Corry, Astrid Barker
- Donald Faison, Frank Jackson
- Jaleel White
- Sandra Oh
- Russell Hornsby
- Michael Bryan French
- Christine Tucci
- Lee Majors
- Sean O'Bryan
- Amy Hill
- John Cho
- Taran Killam
- Jake Minor
- Sparkle
- Ted Rooney
- Michelle Griffin
- Shawn Levy
- Kenan Thompson
- Dustin Diamond
- John Gatins